# Schwefeltrioxid-Trimethylamin
Schwefeltrioxid-Trimethylamin ist ein Elektronen-Donor-Akzeptor-Komplex des Schwefeltrioxids mit Trimethylamin.

## Herstellung
Schwefeltrioxid-Trimethylamin kann durch direkte Reaktion von Schwefeltrioxid mit Trimethylamin hergestellt werden, entweder in der Gasphase oder in einem Lösungsmittel wie Chloroform oder flüssigem Schwefeldioxid. Alternativen sind die Umsetzung von Trimethylamin mit Chlorsulfonsäure in Chlorbenzol oder mit Schwefeltrioxid-Pyridin in kaltem Wasser.

## Eigenschaften
Schwefeltrioxid-Trimethylamin ist in den meisten organischen Lösungsmitteln unlöslich. Löslich ist es hingegen in Dimethylformamid, flüssigem Schwefeldioxid und in Perchlorsäure.

## Reaktionen
Schwefeltrioxid-Komplexe sind in der Handhabung einfacher als freies Schwefeltrioxid und sind deutlich mildere Reagenzien. Die Reaktivität hängt von der komplexierenden Komponente ab, je basischer diese ist, desto stabiler und desto weniger reaktiv ist im Allgemeinen der Komplex. Schwefeltrioxid-Trimethylamin weist eine besonders geringe Reaktivität auf, selbst im Vergleich zu Schwefeltrioxid-Triethylamin, obwohl Trimethylamin und Triethylamin eine ähnliche Basizität aufweisen. Auch in Wasser ist es stabil, sodass im Gegensatz zu anderen Schwefeltrioxid-Komplexen auch eine Reaktion in Wasser möglich ist. Es eignet sich beispielsweise zur Umsetzung von Alkoholen, Phenolen und Stärke zu Schwefelsäureestern; außerdem zur Umsetzung aromatischer Amine und Amingruppen in Proteinen zu Sulfamaten. Sowohl n-Propanol als auch Isopropanol können mit dem Komplex zu Sulfaten umgesetzt werden. Da ersterer deutlich schneller reagiert, eignet sich die Reaktion auch als Trennverfahren für die beiden Verbindungen. Schwefeltrioxid-Trimethylamin ist ebenso wie Schwefeltrioxid-Triethylamin gut für die Sulfatierung aliphatischer Alkohole geeignet, inklusive Sterole und Kohlenhydrate.